# Accipiter luteoschistaceus
Lo sparviero grigio-azzurro (Accipiter luteoschistaceus Rothschild & Hartert, 1926) è un uccello rapace della famiglia degli Accipitridi.

## Descrizione
È un rapace di media taglia, lungo 28–38 cm e con un'apertura alare di 55–65 cm. Le femmine sono leggermente più grandi dei maschi.

## Biologia
Si nutre in prevalenza di lucertole e grossi insetti.

## Distribuzione e habitat
Accipiter luteoschistaceus è un endemismo delle isole di Nuova Britannia e Umboi, nell'Arcipelago di Bismarck  (Papua Nuova Guinea).

## Conservazione
La Lista rossa IUCN classifica Accipiter luteoschistaceus come specie vulnerabile (Vulnerable).